# Papuacedrus papuana
Papuacedrus papuana és una espècie de conífera de la família Cupressaceae, l'única del gènere Papuacedrus. Alguns botànics no la distingeixen del gènere Libocedrus i la hi inclouen. És nativa de Nova Guinea i l'est de les Moluques.

## Característiques
És un arbre que fa de 16 a 50 m d'alt, de fulla persistent, que a grans altituds només és un arbust d'uns 3 m d'alt. Les fulles són de disposició imbricada, les fulles laterals fan 2–3 mm de llarg en els arbres madurs i fins a 20 mm de llarg en els joves, les fulles facials són més petites, 1 mm en arbres madurs i 8 mm en els joves. Les pinyes fan 1–2 cm de llarg.

## Varietats
Les dues varietats són: 
- Papuacedrus papuana var. papuana (sinònim. Libocedrus papuana F.Muell., Libocedrus torricellensis Schltr., Papuacedrus torricellensis (Schltr.) H.L.Li). Nova Guinea, 620-3.800 m d'altitud.
- Papuacedrus papuana var. arfakensis (Gibbs) R.J.Johns (sin. Libocedrus arfakensis Gibbs, Papuacedrus arfakensis (Gibbs) H.L.Li). Nova Guinea, Moluques; 700-2.400 m.